# Gyrasehemmer
Gyrasehemmer sind chemische Verbindungen, die die Aktivität von Gyrase-Enzymen bremsen oder ganz verhindern. Gyrasen dienen bei Prokaryoten zum negativen Supercoiling der DNA, womit sowohl ein Platzgewinn als auch eine bessere partielle Ablesbarkeit der DNA erreicht wird. Durch Hemmung der Gyrase verliert die DNA ihre kompakte Struktur und expandiert, was schließlich zum Platzen der Zelle führt. Die Hemmung von bakterieller Gyrase ist das Wirkungsprinzip einiger Antibiotika.
Chemischer Ausgangspunkt der Entwicklung der Gyrasehemmer waren die Nalidixinsäure (Diazanaphthaline) und die ähnliche Pipemidsäure (Pyridopyrimidine). Gemeinsam ist allen Vertretern der Gyrasehemmer eine heterocyclische Struktur mit einem Stickstoffatom im Ring (Position 1), einer Carboxygruppe an Position 3 sowie einer Ketogruppe an Position 4. Gyrasehemmer wirken – je nach Höhe der Dosis – sowohl bakteriostatisch als auch bakterizid.
Diazanaphthaline besitzen im bicyclicschen System mindestens zwei (Nalidixinsäure) und Triazanaphthaline (oder Pyridopyrimidine) drei (Pipemidsäure) Stickstoffatome.

## Einteilung

Grundstruktur der Chinolon-Antibiotika: der blau gezeichnete Rest R ist meist Piperazin; enthält die Verbindung Fluor (rot), ist es ein Fluorchinolon. Naphthyridine (Diazanaphthaline) und Pyridopyrimidine (Triazanaphthaline) besitzen im rechten Ring zusätzlich ein oder zwei Stickstoffatome.

Chemisch gesehen unterscheidet man verschiedene Gruppen:
- Chinolon-Antibiotika (mit der Untergruppe der Fluorchinolone)
- Cinnoline (siehe Cinnolin)
- Naphthyridine (siehe Nalidixinsäure)
- Pyridopyrimidine (siehe Pipemidsäure)
- Aminocumarine

Größte therapeutische Bedeutung habe unter den Gyrasehemmern die Fluorchinolone, weswegen beide Bezeichnungen auch häufig synonym verwendet werden. Fluorchinolone werden je nach Wirkspektrum gemäß der Klassifizierung durch die  Paul-Ehrlich-Gesellschaft in vier Untergruppen unterteilt. 
Da neuere Fluorchinolone nicht nur die Gyrase (= bakterielle Topoisomerase II) hemmen, sondern auch andere Typen wie die Topoisomerase IV, ist die Bezeichnung „Gyrasehemmer“ in der internationalen Fachliteratur nicht mehr gebräuchlich.